# ジャック・バルバロッサ・バンコラン
ジャック・バルバロッサ・バンコラン（Jack Barbarossa Bancoran）は、魔夜峰央の漫画『パタリロ!』に登場する架空の人物である。
フルネームは上述の通りジャック・バルバロッサ・バンコランだが、母親につけられたミドルネームを嫌い普段はジャック・バンコランとのみ名乗っている。詳細は後述。
劇中ではバンコランと呼ばれることが多く、ファーストネームで彼を呼ぶ例はあまり見られない。
初話からほぼ毎話かかさず登場していたレギュラーキャラクターだったが、マライヒ・フィガロ共々80巻以降は出番が減っており、90巻以降に至ってはほぼフェードアウト状態である。

## 人物
彼が生まれたバンコラン家は軍人を多く出してきた家系であるが、それと同時に代々の男性が軒並み、しかも度を外れた同性愛者という特殊な家系でもある。両性愛者なのではなく純粋に男性だけを愛するバンコラン家の男たちは、家系が絶えぬよう、比較的女性に抵抗の無い者が義務で妻を娶り子孫を残してきた。早くに死に別れた父は例外的な異性愛者だったらしいが、後述の時代劇番外編に登場した父親は同性愛者だった。幼年期にはその自覚は無かったが、長じてからはバンコラン本人も同性愛者となっている。
イギリス情報局秘密情報部（MI6）所属の凄腕エージェント。階級は「少佐」であるが、陸海空軍の所属は不明（MI6自体は外務連邦省の機関で、軍から出向している）。殺人許可証（形のない身分ではなく、証明書を提示して見せた事がある）を保持する人物（いわゆるダブルオー（OO）要員。番号は0017）である。一時、「霧のロンドンエアポート」という呼び出し符号を持ち、テレビや電報などで呼び出されていたことがあった。
『パタリロ!』作中においての準主役であり登場回数も数多い。特に連載初期には「バンコランと殺し屋の戦いをパタリロがひっかきまわす」というような、バンコランをストーリーの中心に添えてパタリロを狂言回しとして配置したエピソードも多く見られた。
誕生日は12月25日、作品中での年齢は27歳。一人称は「私」。常にシガーを切らさないヘビースモーカーで人がいなければ禁煙の場所でも遠慮なく喫煙し、悪びれることはない。飲酒の直後に車を運転するようなシーンも過去にはあったが、近年はあまり見られない。
健啖家だが食事内容はもっぱらワインとステーキばかりと偏食が目立つ。しかしそれが原因で体を壊したことはないらしい（タマネギの仮説によると肉食獣と同じ体質）。食事のスピードは速く、本人曰く「エネルギー補給に時間をかける趣味はない」とのこと。徹夜後も一杯のウォッカを睡眠の代わりとすることができるらしい。

### 来歴
生来美しい容姿の持ち主で、幼少時はかくれんぼなどの遊びや冗談が好きで笑顔を絶やさない明るい少年だったが、愛犬を殺害されると同時に父の死因に疑惑が生じてからはあまり笑顔を見せなくなった。父親の死後、生活能力がなく、かつ贅沢をやめられず借金を重ねた母親に借金のカタとして売られ（バンコランが体を許したのは独断で、母は息子への善意の援助として事情は知らない）、一夜の間債権者の男に犯されるという体験をし、女性不信となる。これ以降、母親の命名によるミドルネーム "バルバロッサ" を嫌ってジャック・バンコランとだけ名乗るようになる。また、この出来事のショックから家を飛び出したところを軍のカール・グローブナー将軍に拾われ、これが諜報部員の道を歩むきっかけとなった。
諜報員として駆け出しの頃、MI6の先輩兼恋人でもあったデミアン・ナイトが共産圏への潜入任務に失敗し、重度の薬物中毒の状態で英国に送還されて来た。その際に上司から薬物犯罪の実態を収めた資料映像を見せられ、それ以来、麻薬や覚醒剤に対して激しい憎悪の念を燃やしている。そのため、これらが絡んだ事件になると感情が先立ち、冷静な判断が出来なくなることが多い(パタリロすら、バンコランの扱う麻薬事件を撹乱することはない)。デミアンとの別離の後、己の持つ「眼力」（→#眼力）を知り、デミアンゆずりの美少年を篭絡するテクニックで恋の狩人としての奔放な活躍を始めるが、諜報員としての腕も右に出る者は無く、国内外で勲功を上げている。だが『パタリロ!』第一話のエピソードにおいて、その腕を買われてマリネラの王子（のち国王）パタリロの身辺警護を命じられたことから二人の間に因縁ができ、彼の洋々たる未来を崩壊させることになる。
敵方の刺客が美少年であると、それを虜として戦意を失くさせるのは彼にはままあることだが、国際ダイヤモンド輸出機構からの刺客であったマライヒとは、そうした手段としてのラブ・アフェアのみならず生涯の伴侶と認め合って同棲しているが、手に余る浮気癖の持ち主であり、たびたびマライヒを悩ませてもいる。マライヒが妊娠したときは起こるはずのない現実にやせ衰えるほど悩んでいたが、息子のフィガロが生まれた後は、素直に受け入れ親バカぶりを披露している。

### パタリロとの因縁
パタリロ・ド・マリネール8世とは、彼の王子時代に警備（自身はボディーガードを担当）を引き受けて以来の腐れ縁。度々縁を切りたいと嫌ってはいるが、パタリロの能力は認めており、マライヒ曰く「なんだかんだ言っても良いコンビ」であり、事件が起こると二人で協力して立ち向かうことも多い。しかし、そのおちょくられた怨みは相当深く、パタリロの治療に強力なショックが必要な際、彼を殴るためだけにマリネラを訪れたことがある。また、流れ弾にあたって危篤状態にあったとき、死ぬ前にパタリロに憂さ晴らしをしないと死に切れない、という執念ゆえに死神も魂を簡単に持ち去れずに、生霊としてマリネラに現れたことがある。
本人はしたくて理解した訳じゃないと否定しているが、パタリロと同じ特殊な血液の少年が手術をする際の輸血に協力するようマライヒに頼まれても、相手にしなかったパタリロに対して、相手の親は金持ちで謝礼が貰えると伝え、パタリロをその気にさせたりと、その行動パターンをよく理解している。一方で、かつて笑顔が絶えない根明な子供だった時の姿では、現在のパタリロと似たところもあり、パタリロもパタリロでバンコランの美少年好きなところと、ジョークに乗ってこようとしないものの、おちょくりやすさに、多少羽目を外しても任務にはとても忠実であったり、薬物への憎悪の根深さなどといったところを理解している。
プラズマXなど、パタリロの発明品というだけで否定的な態度を取るが、ロボット達の人格がまともであれば彼らの尊厳をパタリロ以上に重視する。
パタリロとの因縁は先祖や子孫にも存在している。大英帝国の影響が大きかった過去の時代においては、イギリス海軍提督だったバンコランの先祖がマリネラを属国化しようとした歴史がある。しかし、パタリロ7世と偶然その時代にタイムスリップしたパタリロ8世に（8世が20世紀から持ち込んだ科学技術とディベートによって）逆襲され、仕方なく撤退した。その子孫である現在のジャック・バンコランも日常的に様々なギャグといたずらによってパタリロにからかわれており、先祖の因縁を知ってか知らずか、スポンサーであるはずのパタリロを何かにつけて殴り倒す。
24世紀の未来ではバンコランの子孫がマスター・ウォンと名乗り（ただし、現代においてジャック・バンコラン以外にバンコラン家の人物が存在しないわけではなく、マスター・ウォンが直系子孫であるという確証は得られていない）、「眼力」を使って世界統一政府評議会を乗っ取り、眼力の通用しないパタリロ10世を試作タイムマシンで20世紀に追放した。しかしパタリロ8世の助力で帰還し、反撃を受けている。
パタリロもバンコランを当初は体の良いおちょくり相手程度にしか見ていなかったが、こういった先祖、子孫との因縁絡みの他、いつも鉄拳制裁に及ぶバンコランに対し、多少なりとも遺恨があるようで、必ずしもいつもやられる訳では無いが、パタリロのノリと作戦によって揚げ足を取られたり、マイペースを貫かれてからかわれたり、クック・ロビン音頭に誘われてしまったり（しかも、本人も結構乗せられやすいところがある）、協力を拒んでかつ、金銭をせびっても動かなかった時には、マライヒに見せる目的で撮られた美少年との浮気の現場写真をちらつかされ、強請られたりという具合に、弱みを握られて狼狽することも多い。
とは言え、パタリロのことを宝石のエキスパートとして評価しており、これと併せて高度科学技術や推理力などはバンコランの側から頼ることもあり、一方でパタリロの側もイギリス国内での護衛にはほぼ必ず彼を指名し、国際間でのアンタッチャブルな問題や国際犯罪などはバンコランに相談することが多い。お互い持ちつ持たれつの信頼関係もあったり、バンコランが平和活動の中心であるアントニウス枢機卿の回復を嘆願し、パタリロは奇跡を起こす青年ロビーを同行させたものの、ロビーが衰弱していく原因を知り、その命と引き替えに枢機卿が回復した時には、互いの心の傷も共有している。
なお、バンコラン一族の持つ「眼力」が唯一効かない一族がパタリロの一族であることから、「眼力」を自然界上で阻止する一種の抑止力ともとれる。

### 性格・容姿
長い黒髪に、アイシャドウ（化粧ではなく天然である）が特徴の美青年。この髪の色とアイシャドウは作中に登場する彼の叔父キーン・バンコラン（→パタリロ!の登場人物一覧#旧レギュラー）にも共通する特徴である。開いた花のような特異な形状をした自分の指紋（この様な形状の物は実在しない）を恥じて、それを隠すためにいつも皮手袋（舞台・実写映画では黒革、原作漫画・アニメでは茶革）を着用している。着痩せするタイプであり、スリムに見えるが肉体はかなり筋肉質である。眉は初期より時を追って太くなっている。若い頃は、ノースリーブでホットパンツに、女物のミュールやロングブーツなどのマライヒ風な美少年ファッションだった。
一人称は「私」、少年時代は「僕」。性格は沈着冷静、従うべきは己の信念と感性のみとする絶対的な自信家である。凶悪な犯罪者、特に麻薬の流通に深く関与する者に対しては一切の容赦が無く、被疑の段階でも状況証拠が十分であれば丸腰で無抵抗の相手だろうと問答無用で射殺する。
あまり人付き合いを重視する方では無く、後述する美少年達への扱いにも冷たい言葉を放って別れさせたりする一見薄情とも見られるところもあるが、それはあくまで一面に過ぎず、国際的犯罪組織タランテラの一部組織である国際ダイヤモンド輸出機構の一員だったナンバー9ジュニアこと殺し屋美少年のビョルンは、パタリロ暗殺の為にマリネラを訪れ、その時にバンコランと出会い、彼を愛し、彼との決闘で斃れる前に綴っていた手紙を双子の弟アンドレセンに送っていたが、そこでビョルンはバンコランを「クールぶっていても、ひどく人情家なところもある」と分析して述べているが、それが記すように最初のパートナーだったローレンスが死亡した後、その息子のエディを密かに支援したり、新入りタマネギや少年少女に関わらず、年少者に対し時に厳しく、時に暖かく彼等を諭したり、ヒューイットや他の心通じる相手への協力を惜しまないような義理堅い面も持ち合わせている。
徹底的な現実主義者で、非科学的な事物すなわち心霊現象や超能力などオカルトの類はまったく信じない。これは彼の長所であると同時に弱点でもあり、その頑なさから柔軟な思考を要するパズルが解けなかったこともある。パタリロがトリックで詐欺を働こうとした透視術では、表面的に信じてパタリロの嘘を暴こうとした。なお、『パタリロ!』の作中では心霊現象や超能力は実在することになっており（主人公のパタリロからしてタイムワープという超能力を持っており、妖怪や悪魔といった「人ならざるモノたち」と遭遇することもたびたびある）、バンコランもしばしばそういった事物に直面してはいる。そのような時、彼は頑ななまでにその原因が超常的なものであることは認めないが、しかし認めないながらも目の前の状況にはその都度冷静に対処して乗り切っている（時代劇外伝では、科学知識が未熟な時代のため、話によりけりだが原作ほど否定的ではない）。「霧のロンドンエアポート」でシバイタロカ博士絡みの出来事によりタイムワープへの不信感が植え付けられており、パタリロが遠因となっているとも言えるが、一方で占い師ザカーリが知らないはずである自分の特徴を言いあてたことで動揺したり、アニメ「ダイヤモンドの伝説」（原作「幻想帝国」）でダイヤに閉じ込められた美少年に恋したヨハネスの蒸発の原因を分析したり、「旅立てジャック」では自分と同じ名前の巨大アヒルと対面して（原作では無い）、その存在を認めていたりと、かたくなな現実主義者と相反する面もある。
金銭にあまり執着しない（これは家族より、金を選んだ母親に対する嫌悪感も入っている）ところや、食生活でマライヒの健康と栄養バランスを考えた料理をあまりに口にしようとしなかったりする享楽主義的面も強く、これが後述の美少年に対する手当たり次第の恋愛にも出ているのだが、その思考自体もともと諜報員という命のやりとりをし合う仕事柄のため、未来志向や生活設計などへの考えがあまり無かった事によるものだったが、後述する息子フィガロの誕生によって、そうした投げやり思考はある程度正している模様。

### 美少年殺し（びしょうねんキラー）
美少年キラーの異名を持つプレイボーイで知り合った美少年達と次々に床を共にしており、前述のMI6の先輩でもあったデミアン・ナイトと恋人関係になった後、彼が任務に就き留守にした際に自分から行動すると呆れるほど上手く行き、その素地ができた。性的興味の対象年齢は基本的に16歳から19歳に限定されるが、美男子であれば子タマネギのような子供を性の奴隷にしたり、テレパシーで誘惑してきた美青年エスパーのミスター・フーを精神で犯したりもした。また、美少年という程では無くとも十代の少年であればそれなりに妥協もするらしい。ただし、彼の好みは文系の雰囲気を持つ美少年のため、体育系の美少年の場合では口説く意思を見せなかったことがある。その他、おとなしく従順な少年を反抗的な者より好むとの発言もあるが、牙を剥く野獣を調教するのにこそ妙味があるとの意思表示もあり、趣味は一定せず気まぐれであるが、相手を上位にすることだけは認めず、バンコランに自分優位の関係を強要した美少年は全く相手にしない。バンコランそっくりの容姿の金融業者ゴールドマンを罠にはめる際に、パタリロはバンコランのことを「選り好みが贅沢で、素直な性格の少年しか相手にしようとしない」と評している。また、既に異性に恋愛感情を抱いている少年に対しては口説くことを自重しているようである。
バンコラン本人もマライヒを唯一の伴侶と認めてはいるものの、プライベート、仕事問わず、好みの美少年絡みではマライヒそっちのけで美少年の心を奪っていく。その度にそれを知ったマライヒからの仕置きを受ける羽目になり、バンコランもマライヒの嫉妬深さと制裁に対して恐怖心を抱いてはいるが、それでも懲りずに節操なく浮気を繰り返すため、マライヒの頼みでパタリロが矯正に乗り出すことが時々あるが上手くいったためしは無い。さらに厄介なことに、矯正したら何らかの致命的な問題が必ず発生するようである（他の美少年だけでなくマライヒにも拒絶反応を示す、覇気を失う、性欲に飢えて見境無く同性に肉体関係（嫌悪感を抱くパタリロにさえ）を迫って襲いかかる等）。騒動好きのパタリロでさえそんなバンコランの浮気癖には辟易することが多く、「世界で唯一エイズ免疫を持つ変質者」、「下半身に節操が無い変態色魔」、「美少年を弄んでいる心身共に穢れ果てた男」などと負けずに毒舌酷評している。
能力、ルックスともに抜群で男性のみならず女性にも好意を持たれるが、彼の方では女性には一切興味を持っておらず、パタリロがバンコランの一日を調査した際、情報部の女子職員たちの熱い視線に対して、誰とも視線を合わさずに一切無視し、強引に渡されたラブレターも開封すらせず、未整理の棚に放り投げるなど、パタリロから「さすがだ」と妙に納得され、その直後に食事に行ったレストランで美少年のウエイターと楽しそうに話す姿をみて、「そういう奴なんだあいつは」と妙に納得されたりしている。だが、単に関心が無いということではなく、強い嫌悪、ないし恐怖を向けているような描写もある（『バンコランの病気』では、パタリロの策略で2人の少女とベッドを共にしたが、いずれも事に及ぶ前に悲鳴を上げて逃げ出している）上、担当する事件で妥協案が出なければ女性民間人を囮に危険に晒す事も厭わない姿勢を見せた。ただし、パタリロの母エトランジュに対してのみはその限りではなく、初対面から少なからず心を動かされたようで、時にエトランジュが毒を盛られた際には積極的に協力する事もあった。これはバンコランの実母とエトランジュが容姿的に非常に似ていた事に端を発し、これまで何度もこれに起因する事件が起きている。エトランジュを敬称なしで呼ぶ数少ない人物のひとりで、「貴女」（最近では「君」）とも呼びかけている。
息子であるフィガロの誕生後は家庭的なシーンもいくつか描かれるようになり、作中でのハードボイルド担当だったバンコランのイメージにも変化が出てきた。近年の連載ではギャグシーンでバンコランを三頭身に崩してデフォルメされるような描き方が増えてきており、読者がバンコランに対してソフトな印象を受けるような演出が多用されてきた。
なお、家族であるマライヒやフィガロの命を狙った者はバンコラン個人の恨みを買うことになり、その行為は氷のミハイル曰く「(自分の)死刑執行令状へのサイン」、MI6の部下曰く「手の込んだ自殺」と評されている。マライヒが、浮気をしないので目立っていないが実は相当やきもちやきで、マライヒがゴールドマンに手込めにされた（実際はゴールドマンの変装を、バンコラン本人と錯覚したマライヒが逆上し、その攻撃で逃げ出したゴールドマンを）とのパタリロの換言を真に受けて、マライヒと共にゴールドマンを半死半生の病院送りにもしている。

### 能力
一見線が細い優男に見えるが、あらゆる武器・格闘技のエキスパートであり、実戦経験も豊富で徒手格闘でも相当な腕前を持つ。愛用の銃はワルサーPPK。車の扱いにも長ける。普段から微量の毒薬を服用し体を慣らしており、薬物全般に強い抵抗力を持っている。格闘術ではアマチュア格闘家など寄せ付けず、1対1ではチャンピオン級のプロ相手でも優位に立てる程だが、その鉄拳は自身をおちょくるパタリロにも向けられ、逆上して滅多打ちにされると、ゴキブリ並の生命力であるパタリロですらぐうの音も出ないほどになる。
上記の様にMI6で最も優秀なエージェントであるが、推理能力に関してはパタリロやマライヒには及ばず両者の助力を得ることが多い。
実戦での状況判断能力も優れ、格闘戦でも銃撃戦でもその機転を発揮して、たいていの場合は乗り切っているが、第44巻で運悪く心臓近くに銃弾を受けて生死の境を彷徨ったり、デミアンとの戦いで劣勢になったりするなど、パタリロやマライヒの助け無しでは危なかった時もしばしばある。
パタリロと付き合っているうちにネコ語を解するようになったが、後年ネコが係わった麻薬事件の捜査においてはパタリロに通訳をさせていることからパタリロほど習熟していない（あるいは忘れてしまった）と考えられる。
第40巻の「ジャポネスク」の回では、日本へ来たパタリロが、恋に悩む弱気な少年のために、バンコランの性格と眼力、能力を丸写し（但し、恋愛対象のみ異性に変更）にしたプレイボーイスーツなるものを開発し、これがトラブルの原因となってしまったが、バンコラン本人も、美少年への恋愛絡みや浮気性によって様々なトラブルが巻き起こるので、バンコランにもパタリロ同様のトラブルメーカー的なところがある模様。

#### 眼力
諜報員としての技能の他に、「眼力」と呼ばれる視線を向けた者を惹き付ける能力を持っている。当初は抽象的なものであったが、後に明らかな超能力という設定に固定された。
特に10代後半から20代前半の男性に強く作用し、「美少年殺し」の名の由来となった物だが、意識して強めれば年齢や性別を問わず通用するようである。パタリロ製（知能回路だけスカンキー製）少年型ロボットのαランダムにもタマネギ1号から3号の息子たち（美幼年）にも効力が発揮され、力を込めれば落とそうしている少年の側にいた老人にさえ作用したことが確認されている。また、他人の精神に作用するばかりでなく、激昂などの理由で極度に出力が上がった時には対象物を発火させることも可能である。
詳しい原理は不明だが、眼力をシャットアウトするコンタクトレンズなるものが時々登場する。おそらくパタリロの発明品で、彼が部下などを使ってバンコランにいたずらを仕掛ける際に使用される。度の強い（いわゆる牛乳瓶の底のような）眼鏡でも眼力をシャットアウトできるので原理そのものは単純なものと考えられる。これらのことから、眼力はテレパシーのようなものではなく、熱エネルギーをともなう光学的なものであると推察できるが詳細は不明。また眼力はテレビ等の電波での発信でも有効である。αランダムの眼にも当初は同様の機能を持つフィルターが付けられていたために眼力が通用しなかったが、ある事情でフィルターを外した状態でバンコランと接した際に見事に眼力の虜になっている。
魔夜峰央の別作品『ラシャーヌ!』からゲスト出演した同作の主人公・ラシャーヌは、当初視神経の神経速度を意識的に遅くするという人間離れした技で抵抗したが、これはあくまで影響を遅らせたにすぎず（このことを知らないバンコラン本人は、眼力が通用しなかったことに当初自信喪失に陥りかけた）、後に無防備な状態で再度眼力を浴びてしまった時はごく普通の反応を示した。作中で唯一パタリロの一族にのみは全く効果が無い。また、特殊な例でナルシストと化したタマネギにも通用しなかった。
眼力は単に美少年をはじめとした相手を魅了し、虜にするだけではなく、高圧的に接してくる相手に対しては睨み付けるだけで縮み上がらせ、戦意を喪失させることまでやってのける。これはスパイとして数々の戦場や修羅場をくぐってきたバンコランだから持つ迫力であり、その威圧感は戦わずして相手を屈服させることもしばしばで、タマネギ達もバンコランに睨まれると「ヘビに睨まれたカエル同然」と評している。
このように不可思議な能力を持つバンコランの眼力ではあるが、バンコラン自身は超能力などは信じない現実主義者なため、自身の眼力を性的魅力をアピールできる単なる色目程度にしか思っていない様子である。23世紀の子孫であるマスター・ウォンの能力に関して子孫のパタリロ10世から聞いたパタリロは、「催眠術で相手を自分の意のままにしてしまう超能力者」と分析したが、その子孫と本人との対決シーン（相手が子孫であることを知らないまま）でも「自分と同じ能力を持っている人間」という程度の認識だった。
また、パタリロは前述のプレイボーイスーツの後に、この眼力を応用したコンタクトレンズであり、見た相手を異性、同性、更には種族に関係無く虜にしてしまう恋タクトレンズを発明している。

#### バンコラン菌
バンコランと関わった男性の中には、彼の影響を受けて同性愛者になってしまうものがいる。連載初期の頃は「バンコランの病気がうつった」と茶化されていたが、後のエピソードで「バンコランと接触した相手はバンコラン菌によって同性愛嗜好を感染させられる」という医学的な解釈がつけられるようになった。バンコラン菌は顕微鏡で覗くことで確認でき、ゼリービーンズのような体にバンコランの目と髪がついているという形状で描かれる。バンコラン菌はバンコランが訪問したところにバラ撒かれ、その地域に同性愛者を新しく発生させる。バンコラン菌の感染者はさらに他の男性に菌を感染させ、この結果、その地域の同性愛者の数は飛躍的に増えていくのである。バンコラン菌の主な被害者はタマネギ部隊のメンバーであり、バンコランがマリネラ宮殿を出入りすることでバンコラン菌が蔓延し、今やタマネギ部隊の9割以上が同性愛者である。
バンコラン菌の原型は南極に存在した特殊な菌類であり、ペンギンの同性愛行動の原因となっていたものとされる。バンコランが任務で南極を訪れたときにその菌類がバンコランの体内に摂取され特殊な変化をとげ、現在のバンコラン菌が誕生した。バンコラン菌の特筆すべき点は美青年にしか同性愛嗜好が感染しないという指向性にある。女性や壮年男性、また美しくない青年が同性愛嗜好を覚醒させられることはない。バンコラン菌の指向性は人工的な手段で濃縮させることによって変化させることができる。美青年を無差別に襲うのでなく任意の対象同士のみに恋愛関係を成立させることや、美青年ではない対象に感染させることも可能である。「朝」といった実体を持たない概念的存在に感染させたこともある。パタリロはこの指向性を利用して兵器転用するアイデアを考えたこともあった。
その後、宿主であるバンコランのコスプレを寄生した人間に行なわせることから、世界に彼の顔写真やプロフィールを配信させ、諜報活動を妨害するに至らしめる特殊な変異体を世界的闇組織が作らせたことがあったが、パタリロが試行錯誤の後にマライヒから抽出したマライヒ菌に破壊活動を依頼することで、この陰謀は闇に葬られた。
パタリロの手によりバンコラン菌を改良した、感染者の毛の成長を促進する多毛型バンコラン菌(バンコラン同様に長髪が生えている)が生み出されたことがあったが、副作用として感染者の毛の成長が無限に止まらなくなったため、パタリロがマライヒ菌にバンコラン菌と美少年菌の浮気現場を目撃させ多毛型バンコラン菌をストレス状態にし脱毛させ、普通のバンコラン菌に戻したことにより感染者の毛も抜け事態を収めた。

## 外伝でのバンコラン
パタリロ!の時代劇版
時代劇版での役どころは南町奉行所与力（のち昇進して奉行）邪鬼遊稚児丞万古蘭（じゃっくゆちごのじょうばんこらん）。他に邪鬼万古蘭ノ守式馬（じゃっくばんこらんのかみしきま）など。なお、父である情治が未だに生きているエピソードもある。性格は本編とほぼ同一で男色家でもあるが、科学知識の水準が低い年代のためか妖怪や怪異について拒否感をもたず受け入れるエピソードもあり、徹底した現実主義者である本編のバンコランと大きく異なる点となっている。また、上記の設定とは別に、『パタリロ忠臣蔵』では大石内蔵助になったこともある。ちなみにパタリロは大石主税で、パタリロが自分の息子という事になるので、「おまえの父親になるくらいなら、バルタン星人の父親になったほうがマシだ」と言い放つなど、非常に嫌がっている。
パタリロ源氏物語!
光源氏の役として登場。詳細は当該項目を参照。
原典の源氏物語の光源氏と同じく多くの女性と関係を持つのが本編のバンコランとの大きな違いである。
パタリロ西遊記!
盤古羅漢（十六羅漢の1人）として登場。詳細は当該項目を参照。
本来の「釈迦の弟子」というイメージよりは、天竺諜報部のエージェントという観があり、『パタリロ!』のキャラクターの雰囲気に合っている。性格的にも本編とほぼ同一で孫悟空（パタリロ）とは確執こそないが、お互い良い印象は持っていない。玄奘（マライヒ）とは恋人的な関係というのも共通しているが、相手を虜にする眼力と、節操の無い浮気性なところの他、自分に惚れた天竺の太子や、改心した妖怪の美少年との間の修羅場をわざわざ造ってしまっているところまで受け継いでいる。

## モデル
バンコランの名前のモデルは、ジョン・ディクスン・カーの推理小説に登場する探偵アンリ・バンコランであることになっている。アンリの方の英字表示はBencolinだが、ジャック・バンコランはBancoranが公式表記となっている。また、カーの最初の中編『グラン・ギニョール』におけるバンコランの友人である語り手の名前はジャックである。
キャラクターの原型は、『パタリロ!』連載以前に作者が発表した読切短編『ヴァンコラン』に登場した同名の英連邦警察特別捜査官（警部）である。この読切短編の主人公で、犯罪シンジケート壊滅のために名うての殺し屋として入り込む潜入捜査官のキャラクターである（全員が逮捕されたところで身分を明らかにする）。顔立ちと性格は『パタリロ!』のバンコランとほぼ同じだが、相違点として髪が短いこと、ポーラという女性の恋人がいる異性愛者であることが挙げられる。この読切短編は『パタリロ!』コミックスの6巻に併録されている。

## バンコランを演じた人物
- 曽我部和恭 - アニメ『パタリロ!』および『ぼくパタリロ!』（1982年）旧名の曽我部和行名義
- 沢田敏子 - アニメ『ぼくパタリロ!』第27話「パタリロと8世と10世」より、子孫のマスター・ウォン役。
- 子安武人 - アニメ『パタリロ西遊記!』（2006年）
- 青木玄徳 - 舞台「パタリロ!」（2016年）、同・第2弾「スターダスト計画」（2018年）、「劇場版パタリロ!」（2019年）
- 宇野結也 - 舞台『パタリロ!』第3弾「霧のロンドンエアポート」（2021年1月21日～31日公演[7]）、同・第4弾「～ファントム～」 （2022年）[8]